# Abdoulaye Samaké
Abdoulaye Samaké (sinh ngày 29 tháng 4 năm 1987) là một cầu thủ bóng đá người Mali hiện tại thi đấu ở vị trí thủ môn.